# Joyce Anelay, Baroness Anelay of St Johns

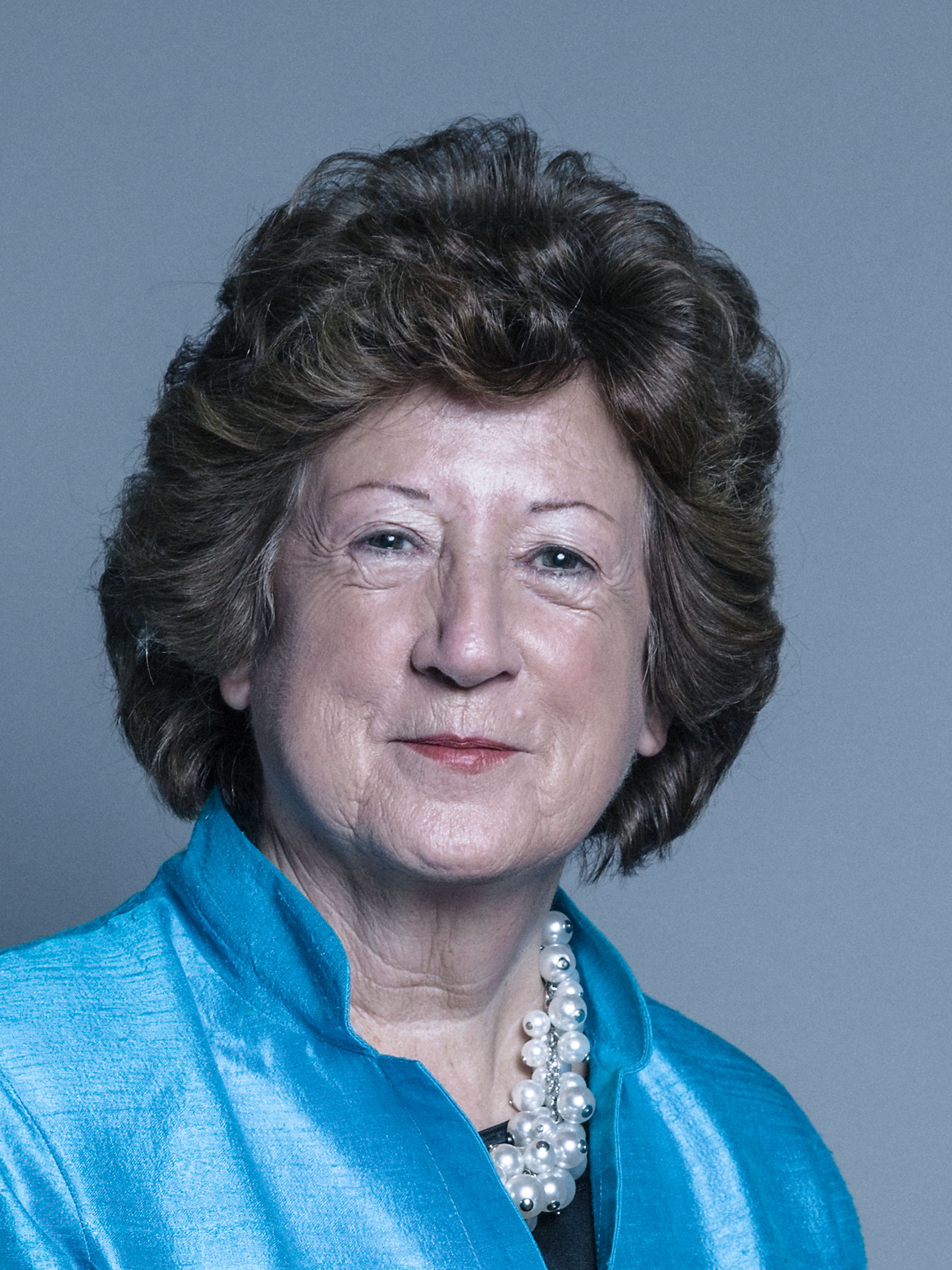
The Rt. Hon. The Baroness Anelay of St Johns DBE, 2018

Joyce Anne Anelay, Baroness Anelay of St Johns DBE PC (* 17. Juli 1947) ist eine britische Politikerin (Conservative Party). Vom 6. August 2014 bis zu ihrem Rücktritt am 27. Oktober 2017 war sie Staatssekretärin im britischen Außenministerium. Als Life Peer ist sie Mitglied des House of Lords.

## Leben und Karriere
Sie wurde am 17. Juli 1947 als Joyce Anne Clarke geboren und besuchte die Enfield County School und die Bristol University. Von 1969 bis 1974 war sie als Lehrerin tätig. Später arbeitete sie als freiwillige Beraterin beim Citizens’ Advice Bureau und war Justice of the Peace in Surrey von 1985 bis 1997 sowie Mitglied der Social Security Tribunals von 1983 bis 1996.
Anelay war von 1989 bis 1996 Mitglied des Social Security Advisory Committee for Great Britain and Northern Ireland. Von 1991 bis 1994 gehörte sie der Women’s National Commission an sowie von 1993 bis 1996 dem Child Support Appeal Tribunal. Beim World Travel Market war sie von 2003 bis 2008 Präsidentin.
In der Folgezeit hatte sie mehrere höhere Parteiämter in der Conservative Party inne. So war sie von 1987 bis 1990 Vorsitzende des South East Area Conservative Women’s Committee. 1987 bis 1997 gehörte sie dem Conservative Party National Union Executive Committee an, 1990 bis 1993 war sie stellvertretende Vorsitzende des SE Area Executive Committee. 1993 übernahm sie den Vorsitz des Women’s National Committee; dieses Amt bekleidete sie bis 1996. Von 1996 bis 1997 war sie als Vizepräsidentin der Conservative National Union tätig.

## Mitgliedschaft im House of Lords
Anelay wurde am 14. Oktober 1996 zur Life Peeress als Baroness Anelay of St Johns, of St Johns in the County of Surrey, ernannt. Ihre offizielle Einführung in das House of Lords fand am 5. November 1996 mit der Unterstützung von Baroness Seccombe und Baroness Miller of Hendon statt. Anelay hielt ihre Antrittsrede am 13. November 1996.
Als Themen von politischem Interesse nennt sie auf der Webseite des Oberhauses soziale Sicherheit und innere Angelegenheiten.
Von 1997 bis 1998 war sie Whip der Opposition. Sie war Oppositionssprecherin für mehrere Bereiche: von 1997 bis 1998 für Agrar-, 1997 bis 1998 für Innenpolitik, 1997 bis 1999 für soziale Sicherheit, 1998 bis 2002 für Kultur, Medien und Sport, 2002 bis 2007 erneut für Innenpolitik und 2003 bis 2004 für Rechtsangelegenheiten.
Lady Anelay war von 2007 bis zum Wahlsieg der Konservativen 2010 Chef-Whip der Opposition im House of Lords. Seit 2008 war sie außerdem stellvertretender Sprecher des Hauses und Deputy Chair of Committees. Seit Mai 2010 ist sie Chef-Whip der Regierungsfraktion, formal hat sie das Amt eines Captain of the Honourable Corps of Gentlemen at Arms inne.
An Sitzungstagen ist sie regelmäßig anwesend.

## Ehrungen
Anelay wurde 1990 Officer of the Order of the British Empire und 1995 zur Dame Commander erhoben.

## Familie
Anelay ist seit 1970 mit Richard Anelay verheiratet, einem führenden Barrister für Familien- und Strafrecht, dem Präsidenten der 1 King’s Bench Walk Chambers und Deputy High Court Judge (auch kurz: Richter am Obersten Gericht).

## Titel und Anreden
- Miss Joyce Clark, dann Mrs. Joyce Anelay (1947–1995)
- Dame Joyce Anelay DBE (1995–1996)
- The Rt. Hon. The Baroness Anelay of St Johns DBE (seit 1996)